# Mkd (commande unix)

Cycle en V du développement logiciel

mkd est un logiciel permettant d'extraire des lignes de commentaires pré-codées afin de générer la documentation logicielle d'après le standard ISO. mkd est l'abréviation de make documentation (termes anglais signifiant « faire la documentation »). Cette commande était, à son origine, connue sous le nom mkdoc (make documentation)

## Disponibilité
mkd est compilable, tel quel, sur les systèmes Linux (format des caractères UTF-8) et a intensément été utilisé avec Red-Hat et BSD sur PC, SUN Sparc et HP-UX jusqu'aux années 2000 au format ASCII ; l'emplacement de certains répertoires était différent de la disposition actuelle (man, whatis, ...).
Pour les systèmes Debian et Ubuntu, mkd est distribué sous forme de paquets sur la forge logicielle launchpad.
Les paquets RPM sont distribués depuis le mois de mai 2015.
mkd est en principe compatible avec tous les systèmes Unix et Linux, à l'exception près de la disposition des répertoires des manuels et de la documentation.
mkd est aussi disponible pour Microsoft Windows

## Sources
Télécharger mkd Debian-Ubuntu sur launchpad
Packages Debian - Ubuntu amd64 et i386.
Sources mkd_140315.tar.gz
Télécharger toutes les archives sur le site des mainteneurs
https://eell.fr lien pour télécharger les archives sur le site des mainteneurs 
Sources et paquets RPM pour systèmes bâtis sur le projet Fedora.
Sources et distributions pour systèmes Windows et dérivés (Cygwin, Mingw).